# Ordres secrets aux espions nazis

Ordres secrets aux espions nazis (Verboten!) est un film américain réalisé par Samuel Fuller, sorti en 1959.

## Synopsis
Pendant les dernières semaines de la Seconde Guerre mondiale en Allemagne, un soldat américain, le sergent David Brent perd deux hommes et est lui-même blessé lors d'un échange de tirs avec des snipers. Il tombe inconscient en face d'une jeune femme allemande, Helga Schiller. Quand il revient à lui, il s'étonne qu'elle se soit occupée de sa blessure plutôt que de le tuer. Elle le protège également contre son jeune frère amer, Franz. Lorsque les SS mettent en place un poste d'observation d'artillerie dans le bâtiment de Helga, elle cache David afin de lui prouver qu'elle n'est pas une nazie. Plus tard, les Américains capturent la ville, et David est envoyé à l'hôpital.
Après la capitulation de l'Allemagne, David retourne à la ville et épouse Helga, malgré les avertissements de son commandant. Les soldats américains ont en effet interdiction de fraterniser avec les femmes allemandes. Il démissionne de l'armée et va travailler dans le Bureau de l'approvisionnement du Gouvernement militaire américain.
Un jour, Helga voit un ami, épuisé, revenir dans la ville (Bruno Eckhart). Elle l'accueille chez elle et lui apprend qu'elle est désormais mariée à un américain. Bruno la félicite d'avoir manipulé son conjoint afin s'assurer sa survie et sa subsistance. Elle persuade David de se porter garant pour lui, ce qui permet à Bruno d'obtenir l'un emploi de policier. Ce que Helga et David ignorent c'est que Bruno est un membre influent, puis un leader des Werwolf (Loups Garous), une organisation nazie créée par Himmler et Goebbels chargé d'opérations de sabotage et d'actions meurtrières contre les troupes alliées. Franz se joint également à l'organisation.
Lorsqu'un convoi alimentaire est détourné par les Werwolf, les civils allemands manifestent devant le bâtiment où David travaille. David est congédié après qu'il s'est attaqué physiquement à leur porte-parole et est malmené par la foule. Bruno manipule David contre Helga (qui est maintenant enceinte), en disant à l'Américain qu'elle l'a épousé uniquement parce qu'il subvenait à ses besoins. Lorsque David demande des explications à Helga, celle-ci admet que cela était vrai au début mais qu'elle est ensuite tombé amoureuse de lui. David n'en croit pas un mot et claque la porte, en lui disant qu'il ne veut plus jamais la revoir mais qu'il reviendra chercher l'enfant après sa naissance.
Franz, de son côté commence à se poser des questions, d'autant qu'il est le témoin d'une exécution sommaire d'un des membres de Werwolf. À la suite d'un cauchemar, Helga apprend l'engagement de son frère.
Déterminée à lui montrer l'erreur de ses convictions, elle l'emmène à la première session du procès de Nuremberg. Horrifié par ce qu'il apprend, il révèle ce qu'il sait, ce qui permet aux Américains de briser l'opération Werwolf dans la région. En apprenant ce qu'Helga a fait, David se réconcilie avec elle. Franz va au wagon pour récupérer une liste précieuse des membres Werwolf, mais est pris en flagrant délit par Bruno. Dans la lutte qui s'ensuit, Franz parvient à frapper Bruno, mais est piégé à l'intérieur lorsque le wagon prend feu. David se précipite et sauve son beau-frère.

## Fiche technique
- Titre original : Verboten!
- Titre français : Ordres secrets aux espions nazis
- Réalisateur : Samuel Fuller
- Producteur : Samuel Fuller
- Scénario : Samuel Fuller
- Musique : Harry Sukman
- Photographie : Joseph Biroc et images d'archives
- Société de production : RKO Pictures
- Distribution : Columbia Pictures
- Date de sortie :
  - États-Unis : 13 mars 1959
- Durée : 93 minutes
- Pays de production :  États-Unis
- Format : Noir et blanc

## Distribution
- James Best: Sergent David Brent
- Susan Cummings: Helga Schiller / Brent
- Tom Pittman (en): Bruno Eckart
- Paul Dubov (en): Capitaine Harvey
- Harold Daye: Franz Schiller
- Dick Kallman (en): Helmuth Strasser
- Stuart Randall (en): Colonel
- Steven Geray: Bourgmestre van Rothbach
- Anna Hope: Mevrouw Schiller
- Robert Boon (en): officier SS
- Sasha Harden: Eric Heiden
- Paul Busch: Gunther Dietrich
- Neyle Morrow: Sergent Kellogg

## Production
- Le film comporte des images d’archives du véritable procès de Nuremberg. Fuller est conscient des différences entre les images d’archives et des images fictives, les premières étant utilisés a des fins didactiques.